# ヌーヴォ・スタッド・ド・ボルドー
ヌーヴォ・スタッド・ド・ボルドー（Nouveau Stade de Bordeaux）は、フランスのボルドーにある多目的スタジアム。保険会社マトミュットが命名権を取得し、スタッド・マトミュット＝アトランティック （Matmut Atlantique）と呼ばれている。FCジロンダン・ボルドーのホームスタジアムである。UEFA EURO 2016の開催地の一つであり、準々決勝1試合を含む5試合が開催された。2024年パリオリンピックではサッカー会場として使用された。

## 概要
2013年に着工し、2015年5月に落成。杮落しはリーグ・アン2014-15最終節、ジロンダン・ボルドー対モンペリエHSCであった。翌2015-16シーズンより、ジロンダン・ボルドーはシャバンデルマス競技場から当スタジアムに本拠地を移転している。

## ギャラリー

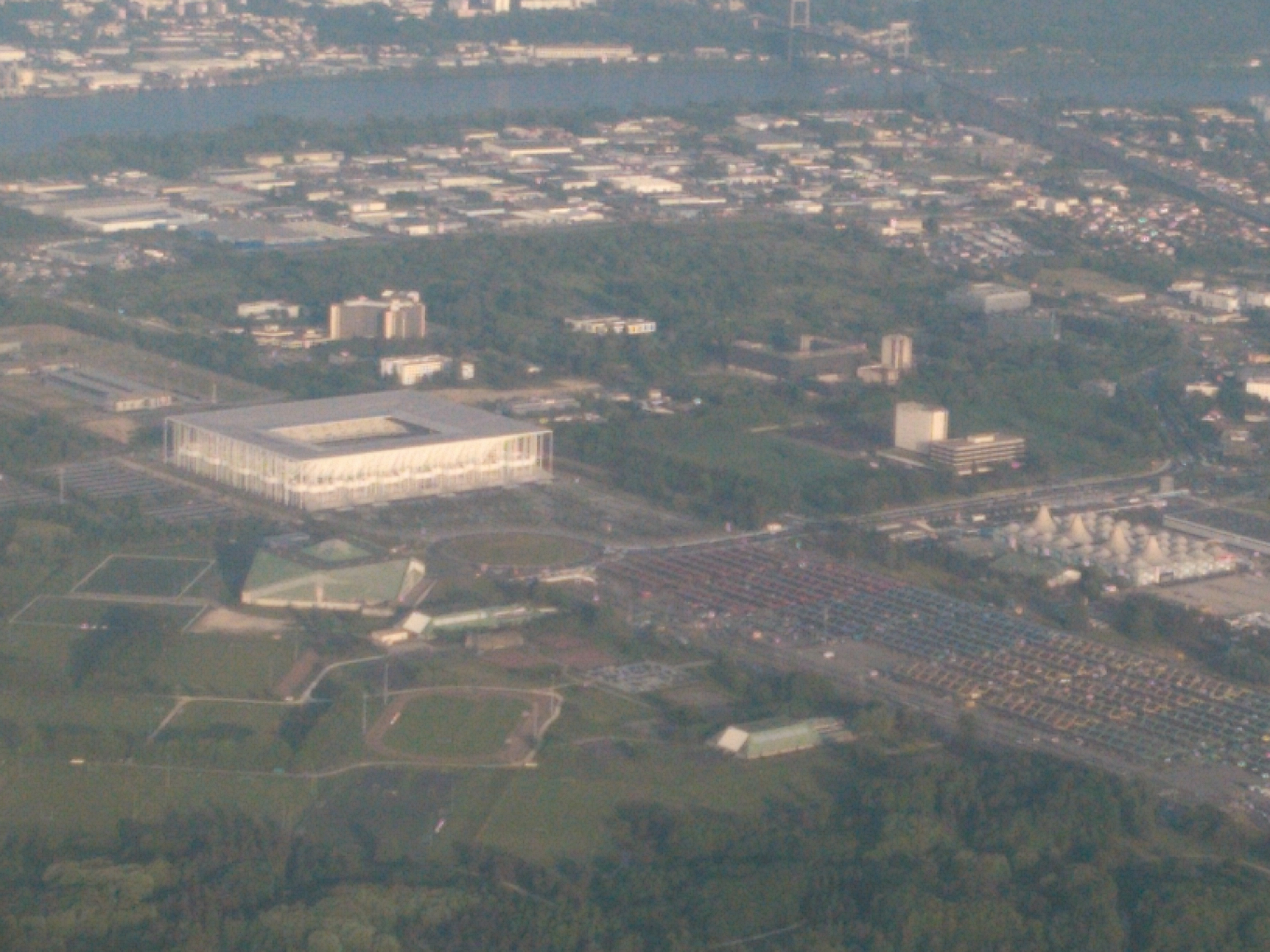
空撮
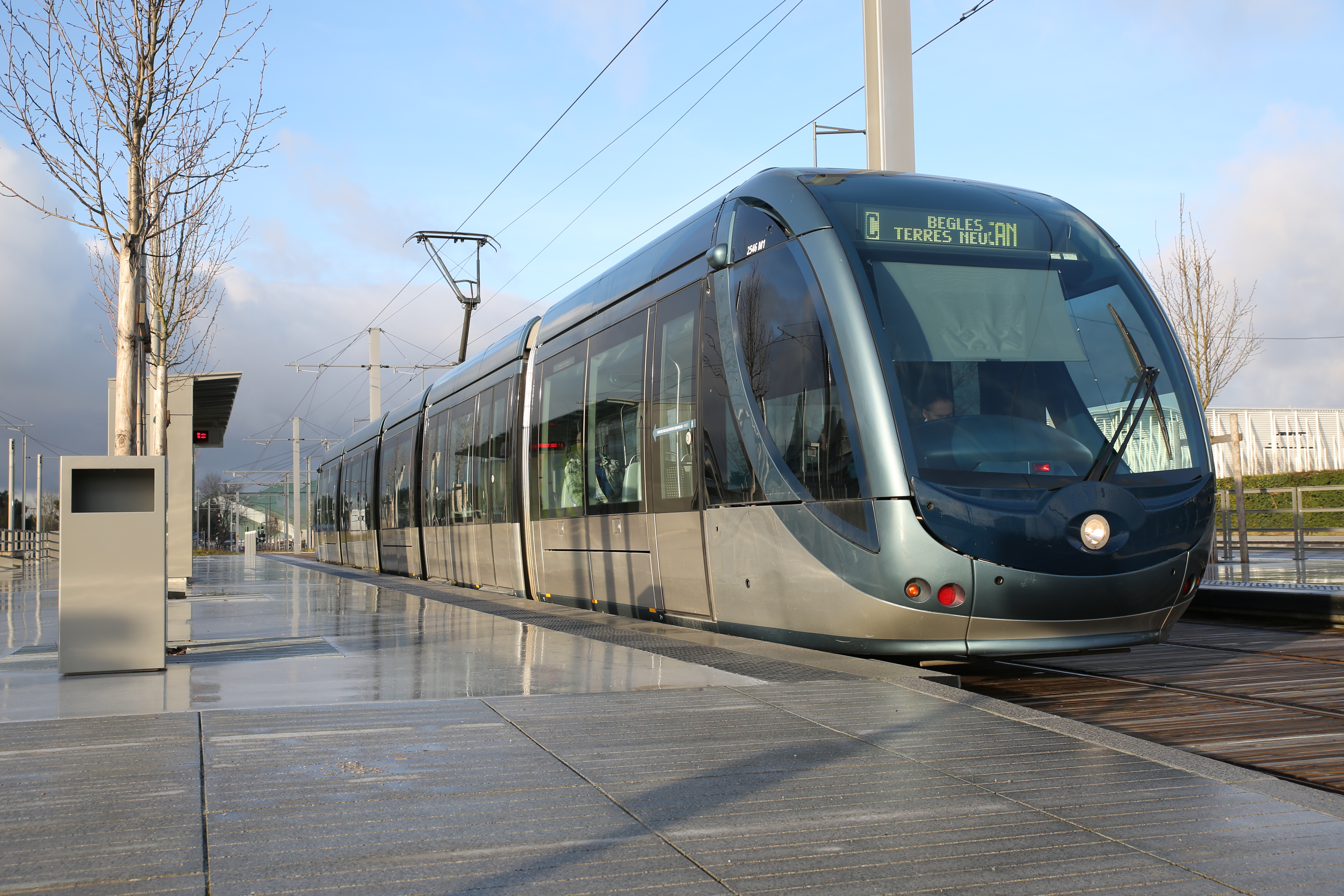
アクセス鉄道
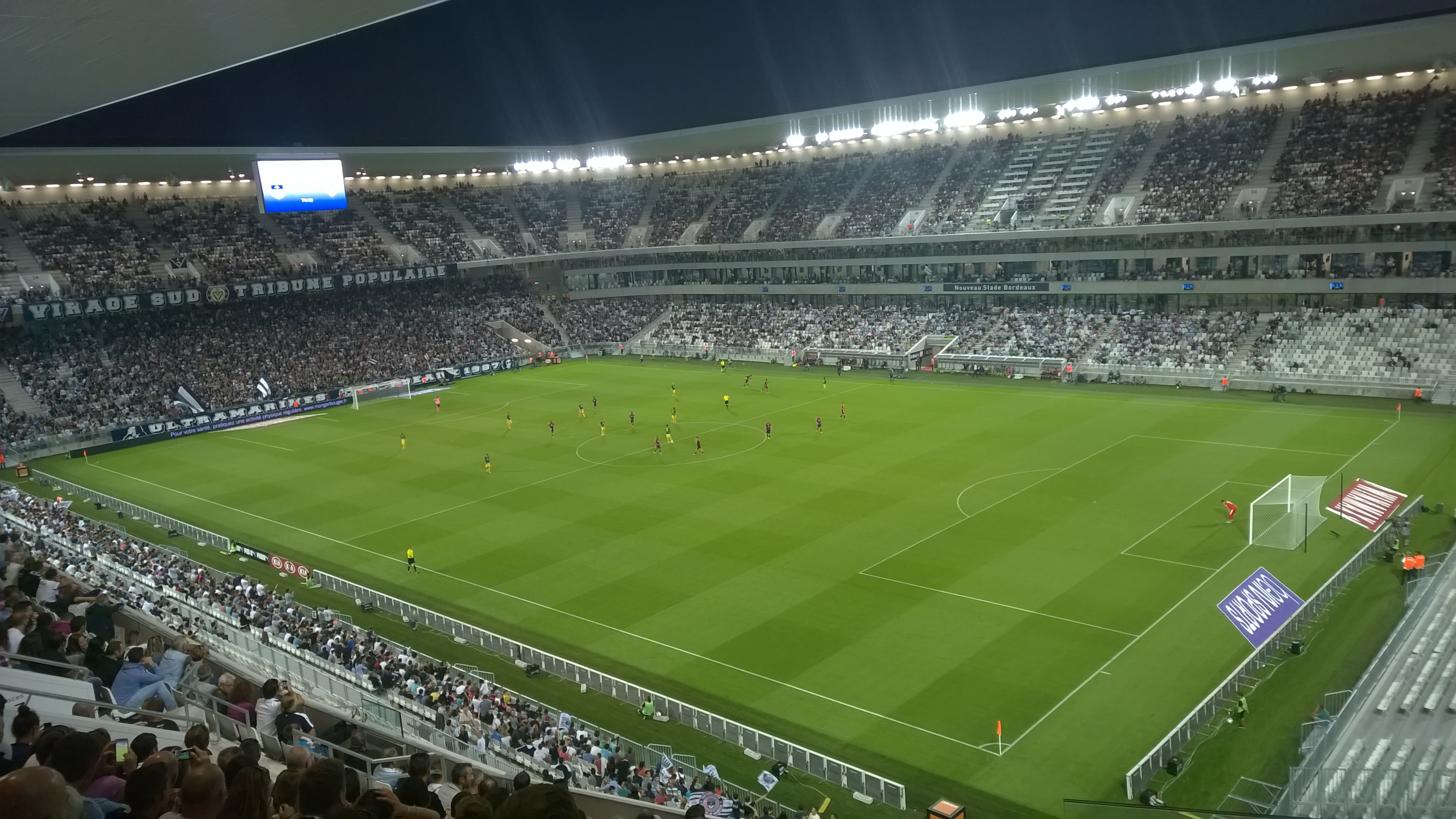
内観